# Banovina (Region)

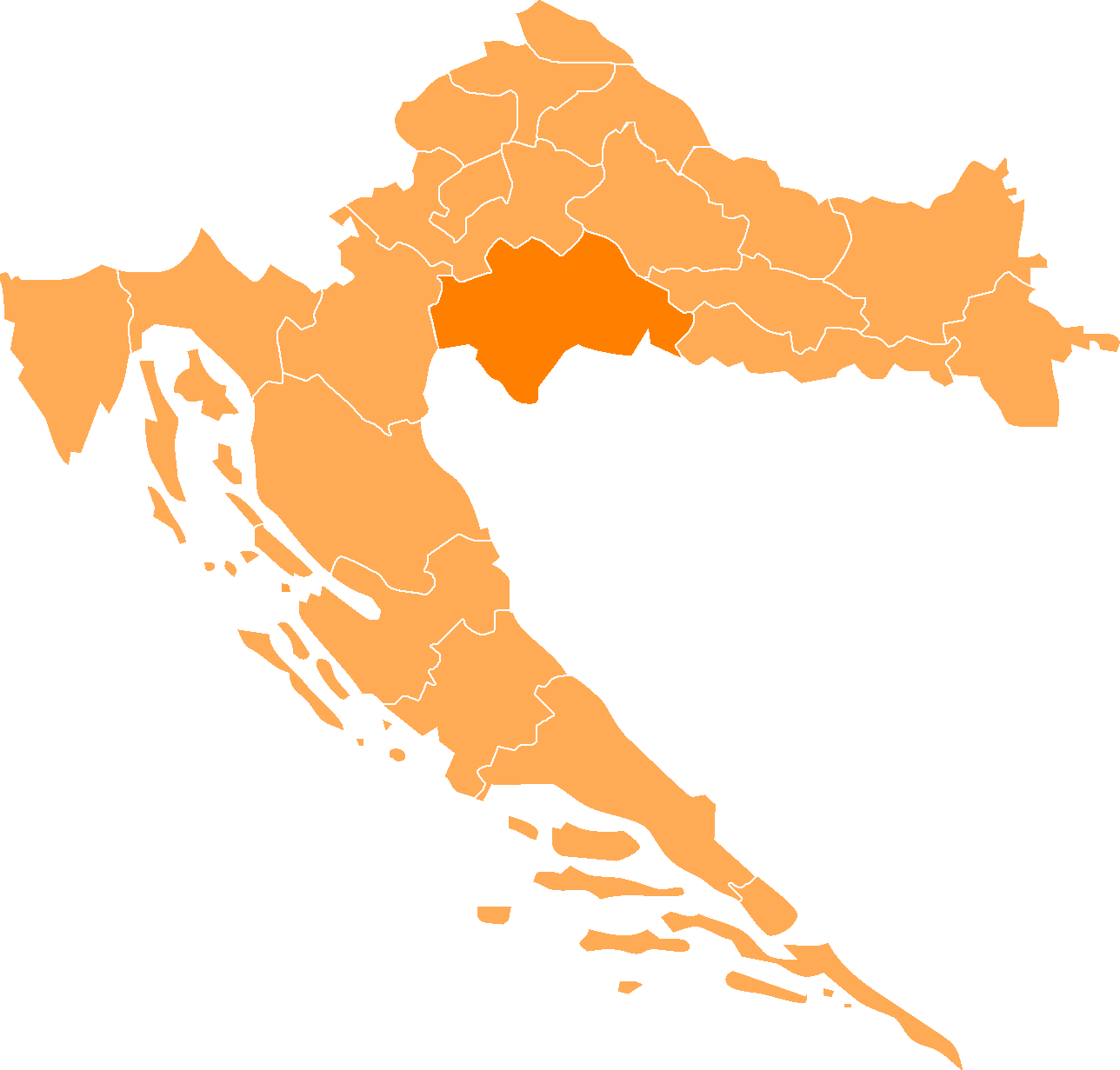
Die Banovina umfasst in etwa das heutige Gebiet der Gespanschaft Sisak-Moslavina

Die Banovina oder Banija, früher auch Banska krajina genannt, ist ein gering besiedeltes Gebiet in Zentralkroatien zwischen der mittleren und unteren Kupa im Norden, sowie der unteren Una im Südosten. Alle drei Bezeichnungen gehen auf den alten Adelstitel Ban zurück.
Die historische Region grenzt im Norden an die Region Turopolje, im Westen an die Region Kordun und im Süden an den Staat Bosnien und Herzegowina. Hauptort der Region ist Petrinja. Die Banovina befindet sich heutzutage zur Gänze in der Gespanschaft Sisak-Moslavina. Der Gebirgszug Petrova gora bildet im Westen die Grenze zum Kordun und hat zugleich prägenden Charakter für die gesamte Region.
Die ethnische Zusammensetzung der Bevölkerung dieses Gebietes veränderte sich im Verlauf der Geschichte oft grundlegend angesichts der häufigen kriegerischen Auseinandersetzungen, welche die Region zu erleiden hatte. Prägenden Einfluss auf die Region hatten insbesondere die Ereignisse zu Zeiten der Türkenkriege, im Zweiten Weltkrieg und im Kroatien-Krieg.